# Мизано Монте (Римини)
Мизано Монте је насеље у Италији у округу Римини, региону Емилија-Ромања.
Према процени из 2011. у насељу је живело 805 становника. Насеље се налази на надморској висини од 100 м.